# Liga mistrů UEFA 1992/1993
Sezóna 1992/93 byla 38. ročníkem Ligy mistrů UEFA a zároveň prvním ročníkem po přejmenování. Jejím vítězem se stal francouzský klub Olympique Marseille.

## Předkolo
| Domácí v 1. zápase | Celkem | Hosté v 1. zápase  | 1. zápas | 2. zápas |
| ------------------ | ------ | ------------------ | -------- | -------- |
| Shelbourne FC      | 1–2    | Tavrija Simferopol | 0–0      | 1–2      |
| Valletta FC        | 1–3    | Maccabi Tel Aviv   | 1–2      | 0–1      |
| KÍ Klaksvík        | 1–6    | Skonto             | 1–3      | 0–3      |
| Olimpija Ljubljana | 5–0    | Norma Tallinn      | 3–0      | 2–0      |

## První kolo
| Domácí v 1. zápase | Celkem | Hosté v 1. zápase     | 1. zápas | 2. zápas    |
| ------------------ | ------ | --------------------- | -------- | ----------- |
| IFK Göteborg       | 3–2    | Beşiktaş JK           | 2–0      | 1–2         |
| Lech Poznań        | 2–0    | Skonto                | 2–0      | 0–0         |
| Rangers FC         | 3–0    | Lyngby                | 2–0      | 1–0         |
| Stuttgart          | 4–4    | Leeds United FC       | 3–0      | 1–4         |
| Slovan Bratislava  | 4–1    | Ferencváros           | 4–1      | 0–0         |
| AC Milán           | 7–0    | Olimpija Ljubljana    | 4–0      | 3–0         |
| Kuusysi Lahti      | 1–2    | FC Dinamo București   | 1–0      | 0–2(prodl.) |
| Glentoran Belfast  | 0–8    | Olympique Marseille   | 0–5      | 0–3         |
| Maccabi Tel Aviv   | 0–4    | Club Brugge KV        | 0–1      | 0–3         |
| Austria Wien       | 5–4    | PFK CSKA Sofia        | 3–1      | 2–3         |
| Sion               | 7–2    | Tavrija Simferopol    | 4–1      | 3–1         |
| Union Lucemburk    | 1–9    | FC Porto              | 1–4      | 0–5         |
| AEK Athény         | (v)3–3 | APOEL                 | 1–1      | 2–2         |
| PSV Eindhoven      | 8–0    | VMFD Žalgiris Vilnius | 6–0      | 2–0         |
| Víkingur Reykjavík | 2–5    | PFK CSKA Moskva       | 0–1      | 2–4         |
| Barcelona          | 1–0    | Viking                | 1–0      | 0–0         |

Pozn.:
1. ↑  Stuttgart by byl býval vyhrál díky více gólům vstřeleným na hřišti soupeře, ale za Stuttgart nastoupili čtyři cizinci, přičemž tehdejší pravidla povolovala pouze tři. Utkání tak bylo zkontumováno 0:3 pro Leeds (tj. 3:3 v součtu s prvním utkáním). Normálně by tak následovalo prodloužení, ale vzhledem k tomu, že byl výsledek určen až „od stolu“, musel být sehrán dodatečný zápas o postup na neutrální půdě, který vyhrálo Leeds 2:1.

## Druhé kolo
| Domácí v 1. zápase  | Celkem | Hosté v 1. zápase   | 1. zápas | 2. zápas |
| ------------------- | ------ | ------------------- | -------- | -------- |
| IFK Göteborg        | 4–0    | Lech Poznań         | 1–0      | 3–0      |
| Rangers FC          | 4–2    | Leeds United FC     | 2–1      | 2–1      |
| Slovan Bratislava   | 0–5    | AC Milán            | 0–1      | 0–4      |
| FC Dinamo București | 0–2    | Olympique Marseille | 0–0      | 0–2      |
| Club Brugge KV      | (v)3–3 | Austria Wien        | 2–0      | 1–3      |
| Sion                | 2–6    | FC Porto            | 2–2      | 0–4      |
| AEK Athény          | 1–3    | PSV Eindhoven       | 1–0      | 0–3      |
| PFK CSKA Moskva     | 4–3    | Barcelona           | 1–1      | 3–2      |

## Základní skupiny

### Skupina A
| Tým                 | Z | V | R | P | VG | IG | +/- | B |
| ------------------- | - | - | - | - | -- | -- | --- | - |
| Olympique Marseille | 6 | 3 | 3 | 0 | 14 | 4  | +10 | 9 |
| Rangers FC          | 6 | 2 | 4 | 0 | 7  | 5  | +2  | 8 |
| Club Brugge KV      | 6 | 2 | 1 | 3 | 5  | 8  | -3  | 5 |
| PFK CSKA Moskva     | 6 | 0 | 2 | 4 | 2  | 11 | -9  | 2 |

|                     | BRU | CSM | OM  | RAN |
| ------------------- | --- | --- | --- | --- |
| Club Brugge KV      | –   | 1–0 | 0–1 | 1–1 |
| PFK CSKA Moskva     | 1–2 | –   | 1–1 | 0–1 |
| Olympique Marseille | 3–0 | 6–0 | –   | 1–1 |
| Rangers FC          | 2–1 | 0–0 | 2–2 | –   |

### Skupina B
| Tým           | Z | V | R | P | VG | IG | +/- | B  |
| ------------- | - | - | - | - | -- | -- | --- | -- |
| AC Milán      | 6 | 6 | 0 | 0 | 11 | 1  | +10 | 12 |
| IFK Göteborg  | 6 | 3 | 0 | 3 | 7  | 8  | -1  | 6  |
| FC Porto      | 6 | 2 | 1 | 3 | 5  | 5  | 0   | 5  |
| PSV Eindhoven | 6 | 0 | 1 | 5 | 4  | 13 | -9  | 1  |

|               | GOT | MIL | POR | PSV |
| ------------- | --- | --- | --- | --- |
| IFK Göteborg  | –   | 0–1 | 1–0 | 3–0 |
| AC Milán      | 4–0 | –   | 1–0 | 2–0 |
| FC Porto      | 2–0 | 0–1 | –   | 2–2 |
| PSV Eindhoven | 1–3 | 1–2 | 0–1 | –   |

## Finále
| 26. května 1993 20:15 |        |          |                                                                                         |
| Olympique Marseille   | 1 – 0  | AC Milán | Olympiastadion Mnichov, Mnichov diváci: 64 400 rozhodčí: Kurt Röthlisberger (Švýcarsko) |
| Basile Boli 43'       | Report |          | Olympiastadion Mnichov, Mnichov diváci: 64 400 rozhodčí: Kurt Röthlisberger (Švýcarsko) |

## Vítěz
| Liga mistrů UEFA 1992/93 Olympique Marseille (1. titul) Fabien Barthez - Jocelyn Angloma, Jean-Philippe Durand, Éric Di Meco, Basile Boli, Franck Sauzée, Marcel Desailly, Jean-Jacques Eydelie, Alen Bokšić, Rudi Völler, Jean-Christophe Thomas, Abédi Pelé, Didier Deschamps Trenér: Raymond Goethals |